# Arbeiterstimme
Arbeiterstimme – Sozialistische Tageszeitung, od 1958 7 Tage in Polen – niemieckojęzyczna gazeta o objętości 4 stron formatu A2 wydawana od 11 czerwca 1951 do grudnia 1958.

## Historia
Początkowo ukazywała się nieregularnie w Wałbrzychu, jako „Organ der Bergmannsgewerkschaft Wałbrzych-Nowa Ruda”, a następnie (od numeru 16) we Wrocławiu. Od lipca 1955 gazeta ukazywała się regularnie jako dziennik. Do komitetu redakcyjnego należeli Bronisław Winnicki (red. naczelny), Jan Synowiec, Julian Bartosz, Ryszard Pollak, Norbert Honsza, Marian Szyrocki, Ewa Jakubek i inni. Ukazywały się także dodatki „Der Landarbeiter” oraz „Jugendstimme”.